# Franz Tutzauer
Franz Tutzauer (* 10. März 1852 in Berlin; † 3. Oktober 1908 in Berlin) war ein deutscher Gewerkschafter und sozialdemokratischer Politiker. Er war Reichstagsmitglied und Berliner Stadtverordneter.

## Leben
Nach der Volksschule erlernte er das Tischlerhandwerk. Zwischen 1872 und 1877 arbeitete er in diesem Beruf auf der Wanderschaft durch Deutschland, Österreich und der Schweiz. Bis 1885 arbeitete er im erlernten Beruf.
Im Jahr 1871 trat er in den Allgemeinen Deutschen Arbeiterverein ein. Zwischen 1875 und 1905 war er Delegierter mehrerer sozialdemokratischer Parteitage. In den 1870er Jahren war er zeitweise ein führender Partei- und Gewerkschaftsfunktionär in Düsseldorf. Zwischen 1876 und 1878 war er zweiter Vorsitzender im Hauptvorstand des Bundes der Tischler. Im Jahr 1880 war er Mitbegründer des Tischler-Fachvereins in Berlin. Bis 1888 war er Vorsitzender der Organisation. Er war Mitglied der Stadtverordnetenversammlung Berlin von 1884 bis zum 9. Juni 1892. Hauptberuflich war er von 1885 bis 1888 Redakteur des „Berliner Volksblatts“. Danach war er bis 1901 Besitzer einer Möbelgeschäfts in Berlin. Anschließend war er bis zu seinem Tod besoldetes Vorstandsmitglied (Kassierer) zunächst des Konsumvereins Berlin-Nord beziehungsweise des Konsumvereins Berlin und Umgebung.
Zwischen 1884 und 1892 war er Berliner Stadtverordneter. Neben Paul Singer war er damit der erste sozialdemokratische Stadtverordnete in Berlin. Als Bürgerdeputierter war er seit 1898 Mitglied der Gewerbedeputation des Berliner Magistrats. Er war Mitglied im Kuratoriums der „Stiftung der Berliner Gewerbeausstellung im Jahr 1879“. Seit 1884 hat er mehrfach zunächst vergeblich für den Reichstag kandidiert. Zwischen 1893 und 1907 war er Mitglied des Reichstages. Er vertrat den Wahlkreis Breslau 6 (Ostteil der Stadt Breslau). Nach seinem Ausscheiden hat er noch einmal vergeblich für den Reichstag kandidiert.